# Emmanuel Nunes
Emmanuel Nunes (Lisbona, 31 agosto 1941 – Parigi, 2 settembre 2012) è stato un compositore portoghese.

## Biografia
Emmanuel Nunes è nato a Lisbona, dove ha studiato composizione, prima dal 1959 al 1963 all'Accademia de Amadores de Música con Francine Benoit e poi con Fernando Lopes-Graça all'Università (1962-64). Frequenta poi corsi presso la Darmstädter Ferienkurse (1963-65) e nel 1964 si trasferisce a Parigi. Un anno dopo si trasferisce a Colonia e si iscrive alla Hochschule für Musik Köln e studia composizione con Henri Pousseur, musica elettronica con Jaap Spek e fonetica con Georg Heike, mentre frequenta corsi con Karlheinz Stockhausen al terzo e al quarto Corso di Colonia per Nuova Musica nel 1965-66 e 1966-67 (Latino 2001; Stockhausen 1971, 200, 204 e fotografie 28 e 29, tra 200 e 201).
Nel 1971 è stato premiato con il premier Prix d'Esthetique Musicale nella classe di Marcel Beaufils al Conservatorio Nazionale Superiore di Musica di Parigi, nel 1999 ha vinto il Premio di Composizione dell'UNESCO e nel 2000 è stato il vincitore del Premio Pessoa.
Dagli anni Ottanta ha assunto ruoli di insegnamento, tra gli altri alla Fondazione Gulbenkian di Lisbona, all'Università di Harvard negli Stati Uniti, al Conservatoire de Paris e ai corsi estivi di Darmstadt. Dal 1986 al 1992 ha ricoperto la professorship in composizione all'Istituto di Musica Nuova della Hochschule für Musik Freiburg. Nunes è stato nominato funzionario dell'Ordine delle Arti e delle Lettere Francesi nel 1986 e nel 1991 è stato nominato Comendador da Ordem de Santiago da Espada dal Presidente del Portogallo. Dal 1992 al 2006 Nunes è stato professore di composizione al Conservatorio di Parigi.
Emmanuel Nunes è morto a Parigi, due giorni dopo il suo settantunesimo compleanno.

## Opere (elenco parziale)

### Opera
- Das Märchen, Opera in un prologo e 2 atti (2007); libretto di Johann Wolfgang von Goethe

### 'per Orchestra
- Fermata per orchestra e nastro magnetico (1973)
- Ruf per orchestra e nastro magnetico (1977)
- Chessed I per 4 gruppi strumentali (1979)
- Chessed II per 16 strumenti solisti e orchestra (1979)
- Sequencias per clarinetto, 2 vibrafoni, violino e orchestra (1982/1983–1988)
- Quodlibet per 28 strumenti, 6 percussionisti e orchestra, con due direttori (1990–1991)
- Chessed IV per quartetto d'archi e orchestra (1992)

### Musica da camera
- Impromptu pour un voyage I per tromba, flauto, viola e arpa (1973)
- Impromptu pour un voyage II per flauto, viola e arpa (1974–1975)
- Wandlungen, ensemble e live electronics (1986)
- Clivages I e II per 6 percussionisti (1987–1988)
- Versus III per flauto contralto e viola (1987–1990)
- Lichtung I per clarinetto, corno, trombone, tuba, 4 percussionisti e violoncello (1988–1991)
- Chessed III per quartetto d'archi (1990–1991)
- La Main noire per 3 viole (2006–2007); dall'opera Das Märchen

### Musica per strumento solista
- Litanies du feu et de la mer I per pianoforte (1969)
- Litanies du feu et de la mer II per pianoforte (1971)
- Einspielung II per violoncello solo (1980)
- Einspielung III per viola (1981)
- Ludi concertati No. 1 per flauto basso (1985)
- Aura per flauto solo (1983–1989)
- Improvisation II: Portrait for viola solo (2002)

### Musica vocale
- Machina Mundi per 4 strumenti solisti, coro, orchestra e nastro magnetico (1991–1992)

## Musica per film
- Viaggio all'inizio del mondo (Viagem ao Princípio do Mundo), diretto da Manoel de Oliveira, 1997
- Porto della mia infanzia (Porto da Minha Infância), diretto da Manoel de Oliveira, 2001